# Clinica Ortopedica Putti
La Clinica Ortopedica Putti è un edificio sanitario, situato in via Risorgimento 36 a Pisa, nonché un importante esempio di architettura razionalista in città.

## Storia
L'attuale sede della Clinica Universitaria Ortopedica, di proprietà dell'Azienda Ospedaliera Pisana, nasce come Casa dell'Assistenza Fascista realizzata su progetto dell'arch. Federigo Severini ed inaugurata il 28 ottobre 1935 alla presenza del ministro Buffarini.
L'edificio, giudicato all'epoca "di linea sobria eppure solenne (...) di stile moderno schiettamente intonato alle funzioni che è chiamato a compiere", era costituito da un piano seminterrato con le cucine, i refettori e i laboratori, un piano rialzato con gli ambulatori e gli uffici ed un primo piano, con le sezioni donne e uomini.
Dopo la guerra, l'edificio ha subito diverse trasformazioni, tra cui la sopraelevazione dell'ultimo piano delle due ali, portate al livello della torre centrale preesistente, l'aggiunta di un corpo laterale e la totale sostituzione degli infissi.
Nel 1996 è stato effettuato il totale adeguamento degli impianti.

## Descrizione

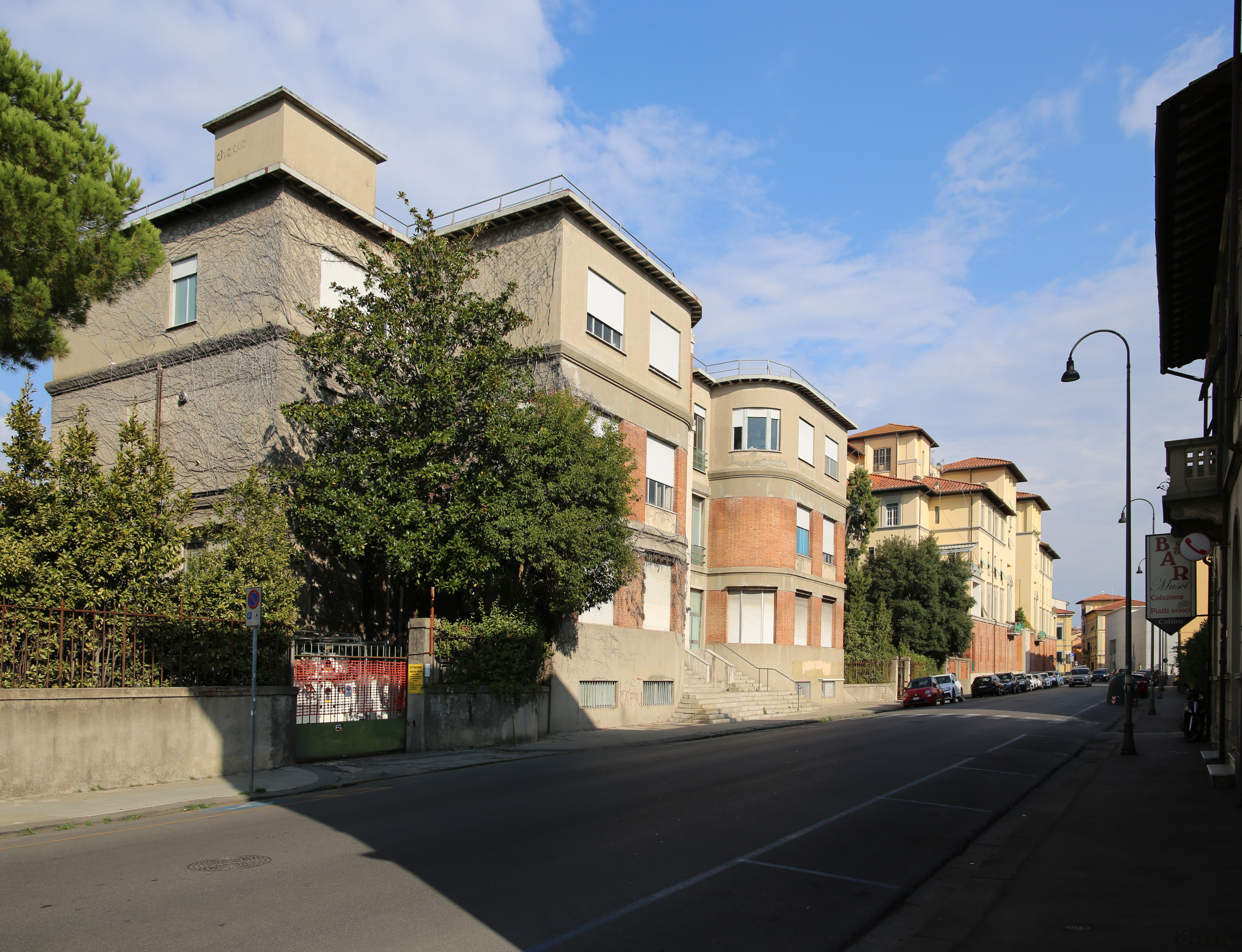
L'edificio vesito di lato

L'edificio prospetta sulla via Risorgimento, al limite del perimetro dall'area dell'ospedale Santa Chiara, che si estende fino a piazza del Duomo nell'area delimitata ad Ovest e ad Est dalle vie Bonanno e Roma. Al pari degli altri padiglioni del villaggio ospedaliero, costruiti prevalentemente negli anni trenta durante l'ingrandimento del complesso, risulta un blocco isolato, in scarso rapporto sia con il circostante tessuto edilizio che con le analoghe costruzioni sul retro.
Sulla via Risorgimento, caratterizzata da una edilizia residenziale minuta, l'edificio trova come dirimpettaia la sede del Dipartimento di Chimica e Chimica Industriale che gli è analogo nell'impostazione stilistica e nei materiali costruttivi.
Di impronta monumentale, l'edificio della Clinica Ortopedica presenta un impianto originariamente simmetrico ampliato successivamente con l'aggiunta di un corpo laterale all'estremità dell'ala destra. Si eleva su tre piani fuori terra più un seminterrato e si avvale dell'uso di materiali anch'essi tipici dell'architettura dell'epoca quali il laterizio a vista e il travertino.
Asse di simmetria del fronte sulla strada ed elemento caratterizzante dell'intero edificio è la torre centrale, originariamente svettava di un intero livello rispetto ai corpi laterali. Preceduta da una scalinata d'accesso e arretrata rispetto alle testate curve delle ali, la torre è divisa a sua volta in tre parti, con il settore centrale aperto da una lunga finestratura verticale e rivestito in travertino fino all'ultimo livello; sui lati si aprono gli accessi alla clinica.
Le ali presentano un trattamento parietale ad intonaco nella zona basamentale, e in laterizio a vista tra le ampie finestre del piano terreno rialzato e del primo piano, separati questi ultimi da alte fasce orizzontali ad intonaco. Oltre la cornice in cemento che originariamente concludeva l'edificio, si eleva attualmente il secondo ed ultimo piano, con paramenti ad intonaco.
Il corpo aggiunto si presenta interamente intonacato e scandito da più strette finestrature.
Sul retro, il cortile si trova a un livello inferiore rispetto al piano stradale. L'edificio vi prospetta quindi con quattro piani fuori terra e la parte centrale del corpo principale avanzato al pian terreno con la pensilina dell'entrata al Pronto Soccorso. I fronti, in cattivo stato di conservazione, sono totalmente intonacati. Il cortile è chiuso sul lato opposto da bassi volumi tecnici realizzati di recente che fanno da filtro con il resto del villaggio ospedaliero.
I due accessi da via Risorgimento immettono al pian terreno rialzato in un ampio atrio originariamente illuminato dalla finestra verticale aperta in facciata, ora oscurata dal vano ascensore.
Dal centro dell'atrio, inquadrata dai due pilastri di sostegno del solaio superiore, si diparte la scalinata di collegamento interno che costituisce l'elemento più significativo dell'interno.
In marmo bianco con ringhiera in bronzo e vetro, lo scalone a sbalzo si articola in una prima rampa centrale rettilinea che a metà altezza si dirama in due rampe laterali fino al livello del piano superiore.
Sui lati dell'atrio si aprono gli ingressi all'ala della direzione, sulla sinistra, a delle corsie di degenza, a destra; sul fondo sono situati la biblioteca e gli studi.
Atrio e uffici sono pavimentati in ceramica, le corsie in linoleum; nel seminterrato l'arrivo della scala è in mattonelle di grès mentre il corridoio del lungo corpo laterale è a bullettonato.